# Л'Іль (Во)
Л'Іль (фр. L'Isle) — громада  в Швейцарії в кантоні Во, округ Морж.

## Географія
Громада розташована на відстані близько 90 км на південний захід від Берна, 20 км на північний захід від Лозанни.
Л'Іль має площу 16,2 км², з яких на 5,4% дозволяється будівництво (житлове та будівництво доріг), 47,9% використовуються в сільськогосподарських цілях, 46,5% зайнято лісами, 0,2% не є продуктивними (річки, льодовики або гори).

## Демографія
2019 року в громаді мешкало 1009 осіб (+3,5% порівняно з 2010 роком), іноземців було 11%. Густота населення становила 62 осіб/км².
За віковим діапазоном населення розподілялося таким чином: 22% — особи молодші 20 років, 58,9% — особи у віці 20—64 років, 19,1% — особи у віці 65 років та старші. Було 437 помешкань (у середньому 2,3 особи в помешканні).
Із загальної кількості 309 працюючих 48 було зайнятих в первинному секторі, 120 — в обробній промисловості, 141 — в галузі послуг.